# Eremophila scaberula
Eremophila scaberula là một loài thực vật có hoa trong họ Huyền sâm. Loài này được W.Fitzg. mô tả khoa học đầu tiên năm 1905.